# Hachette
Hachette és un gran grup de comunicacions francès, ara transformat en multinacional.
Originalment, Hachette era una llibreria i casa editorial fundada per Louis Hachette el 1826. L'any 1988 va adquirir l'Editorial Salvat de Barcelona.

## Divisions

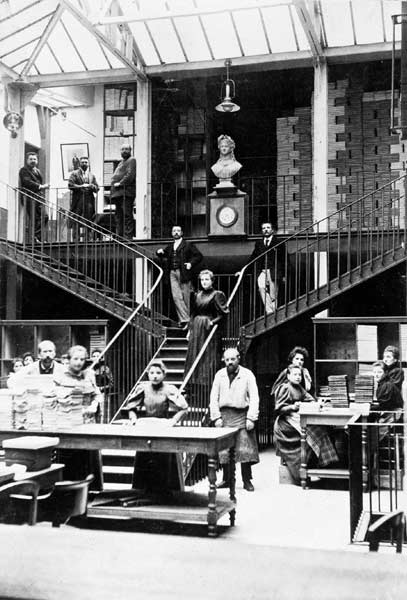
Llibreria Hachette, entorn de 1880.

A partir de 2004, Hachette va passar a formar part del grup Lagardère Media i a diversificar els seus interessos. Hachette inclou ara tres empreses:
- Hachette Livre (inclou Hachette Book Group USA): editorial
- Hachette Filipacchi Medias: revistes
- Hachette Distribution Services: logística

Hachette Livre és propietària del grup editorial London Hodder Headline, de W. H. Smith. És també propietària del Orion Publishing Group.